# Kraseophylla distincta
Kraseophylla distincta är en skalbaggsart som beskrevs av Louis Albert Péringuey 1904. Kraseophylla distincta ingår i släktet Kraseophylla och familjen Melolonthidae. Inga underarter finns listade i Catalogue of Life.